# Werburga
Werburgh (también transcrito Wærburh, Werburh o Werburga) (m. 3 de febrero de 699 en Trentham en el actual Staffordshire) fue una princesa anglosajona que se convirtió en la patrona de la ciudad de Chester en Cheshire. Su festividad es el 3 de febrero.

## Vida
Werburga nació en Stone (Staffordshire), y era hija del Rey Wulfhere de Mercia (cristiano e hijo del pagano Rey Penda de Mercia) y su esposa St Ermenilda, hija del Rey de Kent. Obtuvo el consentimiento de su padre para entrar en la Abadía de Ely, fundada por su tía abuela Eteldreda (o Audrey), la primera Abadesa de Ely y antigua reina de Northumbria, cuya fama se había extendido. Werburga fue educada en su casa por San Chad (después Obispo de Lichfield), y por su madre; y en el claustro por su tía y su abuela. Werburga fue monja mayor durante la mayor parte de su vida. Durante algún tiempo, vivió en Weedon Bec, en Northamptonshire.
Werburga fue instrumental en la reforma de conventos en Inglaterra. Finalmente sucedió a su madre Ermenilda, su abuela Sexburga, y su tía abuela Eheldreda como cuarta Abadesa de Ely. Ella murió el 3 de febrero de 700 y fue enterrado en Hanbury en Staffordshire.

## Veneración

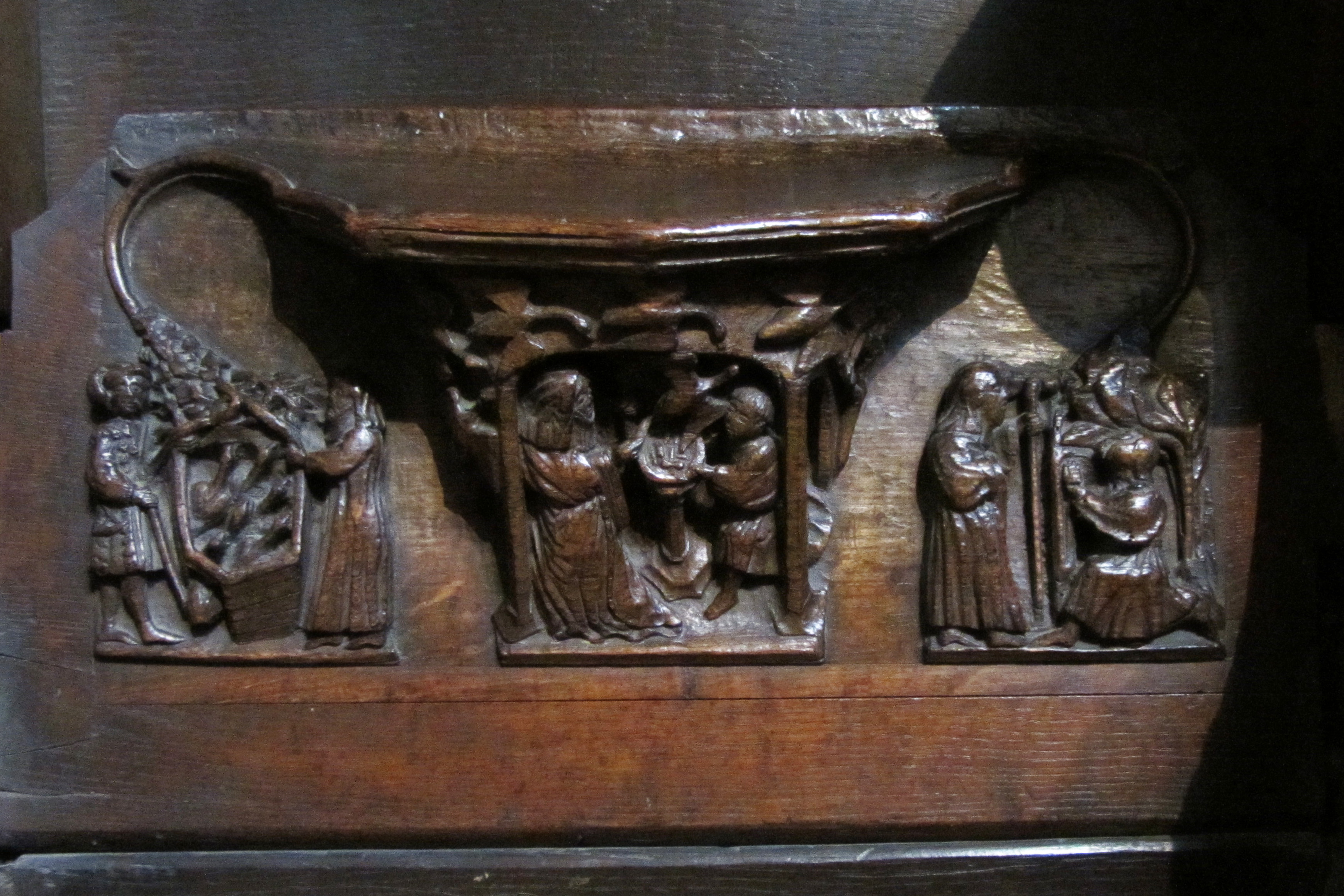
Milagros de Santa Werburga, incluyendo la resurrección de la oca, representada en una misericordia de la Catedral de Chester

Tras la muerte de Werburga, su hermano Coenredo se convirtió en rey de Mercia. En 708 decidió trasladar los restos de su hermana a un lugar más visible dentro de la iglesia en Hanbury. Cuando la tumba fue abierta, su cuerpo fue encontrado milagrosamente intacto. Esto se tomó como una señal del favor divino. Un año más tarde Coenred abdicó rey y tomó las órdenes religiosas en Roma. En este tiempo sucedió la historia más famosa de la vida de Werburga, según la cual devolvió a la vida a un ganso muerto como nos narra el hagiógrafo Goscelin. Una vidriera en la Iglesia de san Pedro y San Pablo, Weedon Bec, Northamptonshire relata otro cuento en el que se dice que expulsó a todos los gansos de la aldea.
El santuario de Santa Werburga permaneció en Hanbury hasta que la amenaza de las incursiones Vikingas a finales del siglo IX llevó a su reubicación dentro de la ciudad amurallada de Chester y se erigió una capilla en la Iglesia de san Pedro y San Pablo (donde actualmente se levanta la Catedral de Chester). En 975, la Iglesia de san Pedro y San Pablo fue dedicada a Santa Werburga y al santo Northumbrio san Oswald. Un monasterio con los nombres de estos dos santos se levantó junto a la iglesia en el siglo XI.
Hacia 1057 la iglesia de la Abadía fue reconstruida y ampliada por Leofric de Mercia. También por aquel entonces, Werburga era considerada santa patrona y protectora de Chester. Un milagro que le atribuyó fue la inesperada retirada del rey galés Gruffudd ap Llywelyn del sitio de ciudad.
Incluso después de 1066 y la conquista Normanda de Inglaterra, el santuario de Santa Werburga fue lugar de veneración. En 1093, Hugh d'Avranches, el segundo conde normando de Chester, hizo donaciones y amplió y reconstruyó  la iglesia. Fundó también un Monasterio Benedictino. Sus monjes vinieron de la Abadía de Bec, en Normandía, que había proporcionado los dos primeros  Arzobispos de Canterbury tras la conquista, Lanfranco y Anselmo. Al igual que muchos otros nobles anglonormandos,, Hugh d'Avranches entró en el monasterio poco antes de morir, y fue enterrado allí. Durante la Edad Media, la insignia de una manada de gansos fue adoptada como prueba de haber realizado una peregrinación a la Ermita de Santa Werburga.
En 1540 la disolución de la abadía llevó a la creación de la Catedral de Chester, que fue dedicada a Cristo y a la Santísima Virgen María. El delicado relicario construido en momoria de Weburga en el siglo XIV ya había sido en la época de la disolución, perdiéndose las reliquias de Werburga. Partes de la cantería superviviente fue reensamblada en 1876. El santuario puede ser visitado en la Lady Chapel de la catedral, al fondo de la nave principal.

## Hoy

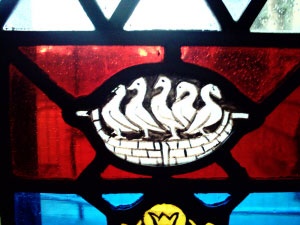
Emblema de peregrinación de Santa Werburga, mostrando los gansos

Santa Werburga continúa siendo la patrona de Chester. Su festividad es el 3 de febrero.
Al menos existen diez iglesias en Inglaterra, y algunas en ultramar, dedicadas a la memoria de Werburga, incluyendo las de Dublín, Derby y Spondon. El pueblo de Warburton en Gran Mánchester (antes Cheshire) recibe su nombre por la iglesia parroquial de Santa Werburga, al igual que el barrio de St Werburghs en Bristol. La línea de metro Manchester Metrolink, hasta East Didsbury tiene una parada en St Werburgh's Road, en el cruce con Wilbraham Road, donde hay una iglesia dedicada a Santa Werburga.

## Leer más
- Gordon Emery, Curioso Chester (1999) ISBN 1-872265-94-4
- Gordon Emery, Chester Adentro hacia Afuera (1998) ISBN 1-872265-92-8
- Gordon Emery, El Chester Guía (2003) ISBN 1-872265-89-8
- Roy Wilding, la Muerte en Chester (2003) ISBN 1-872265-44-8